# Train of Thought Instrumental Demos 2003
『Train Of Thought Instrumental Demos 2003』（トレイン・オブ・ソート インストゥルメンタル・デモズ 2003）は、アメリカのプログレッシブ・メタルバンド、ドリーム・シアターが2009年に発表したアルバム。
アルバム『トレイン・オブ・ソート』制作時のデモ音源を収録。ドリーム・シアターの公式ブートレグ専門のレーベル「YtseJam Records」より販売されている。

## 収録曲
1. In The Name Of God (12:42)
2. As I Am (7:06)
3. Honor Thy Father (9:59)
4. Endless Sacrifice (11:17)
5. This Dying Soul (11:38)
6. Vacant (2:47)
7. Stream Of Consciousness (11:41)